# Cabana del Gargallar
La Cabana del Gargallar és una cabana agrícola del terme municipal d'Isona i Conca Dellà, a l'antic terme d'Orcau.
Està situada al nord-est de Basturs i al nord-oest de Sant Romà d'Abella, al damunt de la Costa dels Corrals, al Gargallar de Torres, al costat sud de la Costa de Santa Llúcia.